# Arzneimittelmarktneuordnungsgesetz
Mit dem Gesetz zur Neuordnung des Arzneimittelmarktes in der gesetzlichen Krankenversicherung (Arzneimittelmarktneuordnungsgesetz – AMNOG) sollten in Deutschland die steigenden Arzneimittelausgaben der gesetzlichen Krankenversicherung eingedämmt werden. Der Preis neuer Medikamente sollte sich an ihrem Zusatznutzen im Vergleich zu bereits auf dem Markt befindlichen Therapien orientieren.
Das Gesetz wurde am 11. November 2010 vom Deutschen Bundestag verabschiedet und trat in seinen wesentlichen Teilen zum 1. Januar 2011 in Kraft. Es änderte vor allem das Fünfte Buch Sozialgesetzbuch, daneben weitere Gesetze und Verordnungen wie das Arzneimittelgesetz.

## Hintergrund
Zur Eindämmung der steigenden Arzneimittelkosten, die das System der gesetzlichen Krankenversicherung belasteten, hatten Experten zunächst sogenannte Negativlisten (Nichterstattung verschreibungsfreier, unzweckmäßiger oder umstrittener Medikamente) oder Positivlisten (Erstattung ausschließlich der als zweckmäßig und kosteneffizient eingestuften Medikamente) vorgeschlagen. Diese Modelle waren jedoch politisch nicht durchzusetzen, unter anderem wegen starker Widerstände der pharmazeutischen Industrie.
Ende 2009 vereinbarte die christlich-liberale Bundesregierung in ihrem Koalitionsvertrag, den Arzneimittelmarkt neu zu ordnen. Er sollte wettbewerbs-, mittelstands- und patientenfreundlicher gestaltet werden. Unmittelbarer Anlass waren die Arzneimittelausgaben der gesetzlichen Krankenversicherung, die im Jahr 2009 gegenüber dem Vorjahr um rund 1,5 Milliarden Euro gestiegen waren, womit sich der Trend der Vorjahre fortsetzte.
Vor allem die Ausgaben für neue Arzneimittel stiegen stark, da die Hersteller die Preise selbst festlegen konnten – unabhängig vom Zusatznutzen für die Patienten. Mit seinem Gesetzesentwurf schloss Bundesgesundheitsminister Philipp Rösler (FDP) im Sommer 2010 diese Regulierungslücke bei den neuen Arzneimitteln.

## Neuerungen
Mit dem AMNOG ergriff die Bundesregierung drei Arten von Maßnahmen, um die im Koalitionsvertrag festgehaltenen Ziele zu erreichen: strukturelle Veränderungen, Abbau von Überregulierung und kurzfristige Einsparungen.

### Strukturelle Neuerungen
Frühe Nutzenbewertung von Arzneimitteln (§ 35a SGB V): Bei der Arzneimittelzulassung stehen die pharmazeutische Qualität, Wirksamkeit und Unbedenklichkeit eines Arzneimittels im Vordergrund; der Zugewinn an Nutzen für die Patienten im Vergleich zu bereits eingeführten Medikamenten wird dabei nicht untersucht. Seit 2011 müssen die Hersteller für alle Arzneimittel mit neuen Wirkstoffen zum Zeitpunkt der Markteinführung Dossiers mit Nachweisen über diesen sogenannten Zusatznutzen vorlegen. Diese Dossiers reichen sie beim Gemeinsamen Bundesausschuss (G-BA) ein, dem obersten Selbstverwaltungsgremium des deutschen Gesundheitssystems. Der G-BA beauftragt daraufhin regelhaft das Institut für Qualität und Wirtschaftlichkeit im Gesundheitswesen (IQWiG) mit einer Dossierbewertung, die spätestens nach drei Monaten vorliegen muss. An die Dossierbewertung schließt sich ein Stellungnahmeverfahren beim G-BA an. Auf dieser Basis entscheidet der G-BA spätestens drei Monate nach der Dossierbewertung, ob das Arzneimittel gegenüber einer vom G-BA festgelegten zweckmäßigen Vergleichstherapie einen Zusatznutzen hat und – wenn ja – welches Ausmaß dieser hat.
Kann kein Zusatznutzen belegt werden, wird für die Erstattung durch die gesetzliche Krankenversicherung im ambulanten Bereich ein Betrag festgesetzt, der sich am Preis pharmakologisch-therapeutisch vergleichbarer Arzneimittel oder anderer Vergleichstherapien orientiert. Stellt der G‑BA einen Zusatznutzen fest, handeln der GKV-Spitzenverband und der Hersteller auf Basis der Bewertung des Zusatznutzens einen Preis aus. Können sie sich nicht einigen, wird eine Schiedsstelle angerufen. Der so ausgehandelte oder festgelegte Erstattungsbetrag wird spätestens ein Jahr nach der Markteinführung des neuen Arzneimittels wirksam, und zwar auch für Privatversicherte und Selbstzahler.
Wird ein Schiedsspruch nicht akzeptiert, können sowohl der Hersteller als auch der GKV-Spitzenverband eine Kosten-Nutzen-Bewertung (KNB) durch das IQWiG verlangen. Die vom IQWiG veröffentlichte Darstellungsform der Ergebnisse einer KNB ist die Effizienzgrenze. Eine aufschiebende Wirkung hätte eine solche KNB nicht, d. h. der Schiedsspruch würde zunächst in Kraft treten.
Gegen einen Schiedsspruch steht sowohl dem Hersteller als auch dem GKV-Spitzenverband der Rechtsweg offen. In erster Instanz ist das Landessozialgericht Berlin-Brandenburg zuständig. Die Klage hat keine aufschiebende Wirkung. Allerdings kann in einem Verfahren des einstweiligen Rechtsschutzes die Herstellung der aufschiebenden Wirkung beantragt werden.
Für Medikamente zur Behandlung seltener Erkrankungen (Orphan-Arzneimittel) vereinfacht sich das Verfahren insofern, als sie bereits aufgrund der Zulassung einen Zusatznutzen besitzen müssen. Das IQWIG wird in diesem Fall nicht zur Bewertung beauftragt, der G-BA entscheidet allein zum Ausmaß des Zusatznutzens. Erst wenn mit ihnen innerhalb von zwölf Monaten mit der GKV über 50 Millionen Euro Umsatz erzielt wurden, müssen sie eine „standardmäßige“ Nutzenbewertung durchlaufen, bei der auch festgestellt werden kann, dass kein oder ein geringerer Zusatznutzen besteht. Dieser fiktive Zusatznutzen per Gesetz geriet in letzter Zeit zunehmend in die Kritik.
Ursprünglich sollten auch für bereits länger auf dem Markt befindliche Arzneimittel Nutzenbewertungen durchgeführt werden (sogenannter Bestandsmarktaufruf). Diese Regelung wurde jedoch Anfang 2014 aufgehoben (siehe unten).

### Deregulierung
Die sogenannte Bonus-Malus-Regelung wurde aufgehoben, um die Ärzte zu entlasten. Die Regelung zur Verordnung besonderer Arzneimittel (Zweitmeinung) wurde abgeschafft. Auch mit einer Vereinfachung der Wirtschaftlichkeitsprüfungen, einer klareren Regelung von Therapie- und Verordnungsausschlüssen sowie einer wettbewerbs- und patientenfreundlicheren Gestaltung der Rabattverträge für patentfreie und wirkstoffgleiche Arzneimittel versuchte der Gesetzgeber, bürokratische Hürden für Versicherte und Leistungserbringer abzubauen.

### Einsparungen
Zusammen mit einer bereits am 30. Juli 2010 in Kraft getretenen Regelung im Gesetz zur Änderung krankenversicherungsrechtlicher und anderer Vorschriften (GKV-ÄndG) sah das AMNOG jährliche Einsparungen für die GKV in Höhe von 2,2 Milliarden Euro vor. Allein von der Einführung der frühen Nutzenbewertung erhoffte sich der Gesetzgeber Einsparungen von etwa zwei Milliarden Euro pro Jahr. Tatsächlich ist die Ersparnis geringer (443 Millionen Euro im Jahr 2014).
Der gesetzliche Herstellerrabatt, den pharmazeutische Unternehmen und Apotheken den gesetzlichen Krankenversicherungen gewähren müssen, wurde von zuvor sechs Prozent auf 16 Prozent für die Jahre 2010 bis 2013 angehoben. Anfang 2014 wurde er auf sieben Prozent bis einschließlich 2017 fixiert. Patienten können statt eines Arzneimittels, für das ihre Krankenkasse einen Rabatt ausgehandelt hat, ein anderes Produkt mit identischem Wirkstoff wählen, müssen dann aber die Mehrkosten übernehmen.

### Weitere Änderungen
- Mit dem AMNOG wurde die Unabhängige Patientenberatung Deutschland (UPD) dauerhaft als GKV-Regelleistung etabliert (§ 65b SGB V).
- Der G-BA kann die Verordnung eines Arzneimittels nur noch einschränken oder ausschließen, wenn dessen Unzweckmäßigkeit erwiesen ist (zuvor: wenn es unzweckmäßig ist) oder eine andere, wirtschaftlichere Behandlungsmöglichkeit mit vergleichbarem Nutzen verfügbar ist (§ 92 SGB V).
- Hersteller sind verpflichtet, die Ergebnisse klinischer Prüfungen ihrer Arzneimittel innerhalb eines Jahres nach Studienende zu veröffentlichen (§ 42b Arzneimittelgesetz).
- Die Geltung des Kartellrechts für die GKV wurde ausgeweitet, sodass die Kartellbehörden des Bundes und der Länder die Einhaltung der Vorschriften kontrollieren und gegen kartellrechtswidriges Verhalten vorgehen können. Für kartellrechtliche Streitigkeiten zwischen GKV und Leistungserbringern sind seit 2011 statt Sozialgerichten Zivilgerichte zuständig.

## Umsetzung
Gleichzeitig mit dem AMNOG trat am 1. Januar 2011 die Arzneimittel-Nutzenbewertungsverordnung (AM-NutzenV) des BMG in Kraft, in der die Einzelheiten der Nutzenbewertung geregelt sind. Ebenfalls im Januar 2011 passte der G-BA seine Verfahrensordnung an. Im September 2011 veröffentlichte das IQWiG seine „Methoden 4.0“, in denen es sein evidenzbasiertes Vorgehen bei der Dossierbewertung beschreibt und die sechs in der AM-NutzenV vorgesehenen Kategorien konkretisiert (Zusatznutzen erheblich, beträchtlich, gering, nicht quantifizierbar, nicht belegt; Nutzen geringer als bei Vergleichstherapie).
Die erste Dossierbewertung wurde im Oktober 2011 veröffentlicht; in ihrem Anhang wurde die Bewertung einzelner Endpunkte und die Ableitung der Gesamtaussage zum Zusatznutzen erläutert. Im Juli 2013 publizierte das IQWiG die ersten Dossierbewertungen im Rahmen der ebenfalls mit dem AMNOG eingeführten Bestandsmarktprüfung, die schließlich im Frühjahr 2014 (siehe nächster Abschnitt) wieder gestoppt wurde.
Bis Ende 2014 haben über 100 Bewertungsverfahren stattgefunden, davon 52 mit abgeschlossenen Erstattungspreisverfahren. In neun dieser Fälle wurde der Preis durch die Schiedsstelle festgesetzt. Neun Pharmaunternehmen haben 19 Produkte (in zwei Fällen nur zeitweise) aufgrund der frühen Nutzenbewertung vom deutschen Arzneimittelmarkt zurückgezogen. Die Versorgung der Patienten war in diesen Fällen wegen verfügbarer Alternativprodukte nicht gefährdet. Das Preisniveau für neue Arzneimittel wurde jedoch bislang nicht in dem vom Gesetzgeber angestrebten Ausmaß abgesenkt.
Bis Dezember 2022 wurden 799 Nutzungsbewertungsverfahren abgeschlossen, davon 236 sogenannte Orphan Drugs. Die zugehörigen Therapiegebiete umfassen besonders häufig onkologische Erkrankungen (320 Verfahren), Stoffwechselerkrankungen (150) sowie Infektionskrankheiten (79)

## Spätere Änderungen
Im Juni 2013 beschloss der Bundestag das Dritte Gesetz zur Änderung arzneimittelrechtlicher und anderer Vorschriften. Sind mehrere Vergleichstherapien aus medizinischen oder Evidenz-Gesichtspunkten gleichermaßen zweckmäßig, kann sich der Hersteller seither aussuchen, gegenüber welcher dieser Vergleichstherapien er einen Zusatznutzen seines Wirkstoffs nachweist. Zuvor musste der G-BA in solchen Fällen die wirtschaftlichste zweckmäßige Vergleichstherapie wählen.
Im Februar 2014 verabschiedete der Bundestag das 14. Gesetz zur Änderung des Fünften Buches Sozialgesetzbuch. Damit wurden das Preismoratorium verlängert, der Herstellerabschlag (außer für Generika) angehoben und die Bestandsmarktsaufrufe zur Nutzenbewertung (§35a Absatz 6 SGB V) gestrichen. Eine Ende 2013 beim IQWiG in Auftrag gegebene Nutzenbewertung von bereits vor 2011 im Verkehr befindlichen Arzneimitteln auf der Basis von Herstellerdossiers wurde daraufhin eingestellt.